# Terwel Pulew
Terwel Wenkow Pulew (auchTervel Venkov Pulev; bulgarisch Тервел Венков Пулев; * 10. Januar 1983 in Sofia) ist ein bulgarischer Profiboxer im Cruisergewicht. 
Er ist der jüngere Bruder des Schwergewichtsboxers Kubrat Pulew.

## Amateurkarriere
Pulew war im Nachwuchsbereich jeweils Teilnehmer der Kadetten-Europameisterschaft 1998 in Jūrmala, der Junioren-Weltmeisterschaft 2000 in Budapest und der Junioren-Europameisterschaft 2001 in Sarajevo.
Im Halbschwergewicht startend nahm er an der Weltmeisterschaft 2005 in Mianyang teil, wo er noch in der Vorrunde gegen Oʻtkirbek Haydarov ausschied. Im Anschluss startete er im Schwergewicht.
Bei der Europameisterschaft 2006 in Plowdiw unterlag er im Achtelfinale gegen Artur Beterbijew und bei der Weltmeisterschaft 2009 in Mailand ebenfalls im Achtelfinale gegen Osmay Acosta.
2010 gewann er die Silbermedaille bei der Europameisterschaft in Moskau; nach Siegen gegen Damir Beljo, Zolak Ananikjan, Stjepan Vugdelija und József Darmos, war er im Finale gegen Jegor Mechonzew unterlegen. Darüber hinaus gewann er nach einer Finalniederlage gegen Oleksandr Ussyk ebenfalls die Silbermedaille beim Europacup desselben Jahres in Charkiw. Im Halbfinale hatte er Alexei Jegorow bezwungen.
Bei der Europameisterschaft 2011 in Ankara gewann er mit Siegen gegen Christian Demaj, Denys Pojazyka und Bahram Muzaffer, sowie einer Niederlage im Finale gegen Teymur Məmmədov, erneut die Silbermedaille. Im Achtelfinale der Weltmeisterschaft 2011 in Baku verlor er im zweiten Kampf erneut gegen Oleksandr Ussyk.
Im April 2012 gewann er das europäische Olympia-Qualifikationsturnier in Trabzon und besiegte dabei Marko Radonjić, Warren Baister, Marko Čalić und Wladimir Cheles. Er startete daraufhin bei den Olympischen Sommerspielen 2012 in London und setzte sich gegen Wang Xuanxuan und Yamil Peralta durch, ehe er im Halbfinale mit einer Bronzemedaille gegen Oleksandr Ussyk ausschied.
Bei der Europameisterschaft 2013 in Minsk unterlag er im Achtelfinale gegen Sandro Dirnfeld, gewann jedoch bei der Europameisterschaft 2015 in Samokow eine Bronzemedaille. Nach Siegen gegen Jim Andreasen, Erik Tlkanec und Roy Korving, war er im Halbfinale an Jewgeni Tischtschenko gescheitert.

## Profikarriere
Sein Profidebüt bestritt Pulew am 3. Dezember 2016 in Sofia. Nach 16 Siegen in Folge verlor er im Mai 2022 nach Punkten gegen Sergei  Kowaljow.

### Titel als Profi
- 27. Oktober 2018: EBU European Union Champion im Cruisergewicht
- 14. Dezember 2019: WBA International Champion im Cruisergewicht